# Louise Jones
Louise Jones (Chatham, 8 juni 1963) is een wielrenster uit het Verenigd Koninkrijk.
Jones nam in 1988 op de baan en in 1992 op de weg deel aan de Olympische Zomerspelen.
In 1988 werd Jones tweede bij de Brits kampioenschap wielrennen op de weg. Ze nam in 1990 deel aan de Gemenebestspelen waar bij de wielersport voor het eerst vrouwenonderdelen aan de kalender waren toegevoegd.